# Эйджиус, Маркус

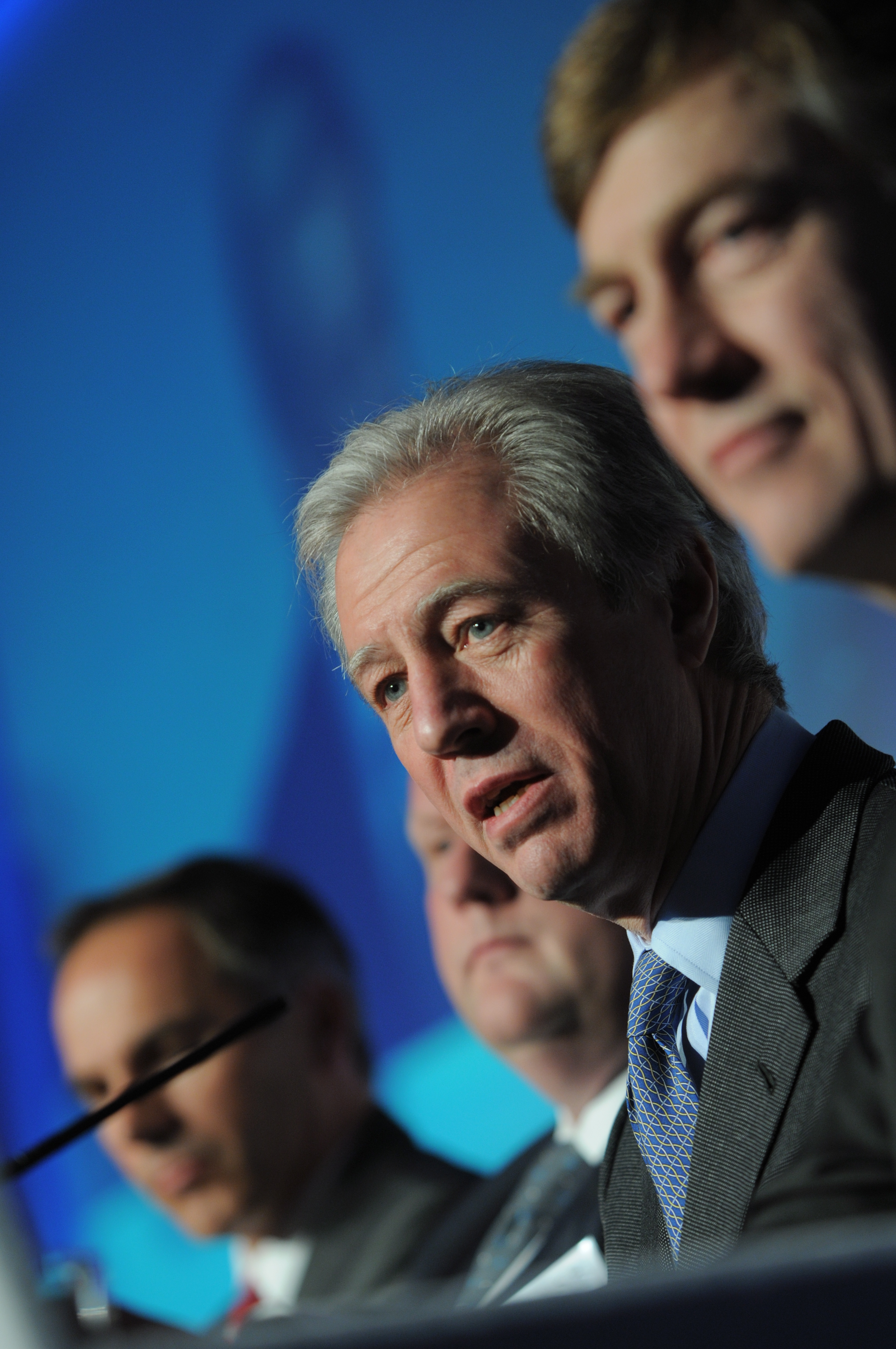

Маркус Эйджиус (англ. Marcus Ambrose Paul Agius; род. 22 июля 1946) — британский финансист и бизнесмен, один из видных представителей династии Ротшильдов, в настоящее время председатель совета директоров финансовой группы Barclays (ушел в отставку в 2012). Также является неисполнительным директором нового правления BBC.

## Биография
Получил образование в St George’s College, Weybridge, MA по механике и экономике в Trinity Hall, Cambridge, MBA в Гарвардской школе бизнеса.
Маркус работал неисполнительным директором Barclays с 1 сентября 2006 года, сменив Мэтью Баррета на посту председателя 1 января 2007 года. Текущая годовая зарплата составляет £750,000.До этого был председателем лондонского филиала инвестиционного банка Lazard и неисполнительным директором BAA Limited.
Женат на Катерине Ротшильд (1949 г. р.), дочери финансиста Эдмунда де Ротшильда (1916—2009). Имеет двух детей.